# Świerząbek orzęsiony
Świerząbek orzęsiony, świerząbek kosmaty (Chaerophyllum hirsutum L.) – gatunek rośliny wieloletniej z rodziny selerowatych. Występuje w środkowej i południowej Europie, w tym także w Polsce. Rośnie głównie w górskich ziołoroślach, występując na niżu zasiedla zwykle lasy łęgowe.

## Rozmieszczenie geograficzne
Zasięg obejmuje południową Europę od Hiszpanii po północno-zachodnią część Kaukazu, na północy sięga do Niemiec, Polski i zachodnich krańców Rosji. Jako gatunek introdukowany rośnie także w Danii i Wielkiej Brytanii.
W Polsce gatunek jest pospolity w Karpatach i Sudetach oraz na Wyżynie Małopolskiej i Lubelskiej. Dalej na północ rośnie bardzo rozproszony – m.in. w Puszczy Białowieskiej, na Pojezierzu Litewskim, Mazurskim (zwłaszcza nad środkową Łyną i Pasłęką) oraz Wschodniopomorskim (głównie w dorzeczu Raduni).

## Morfologia

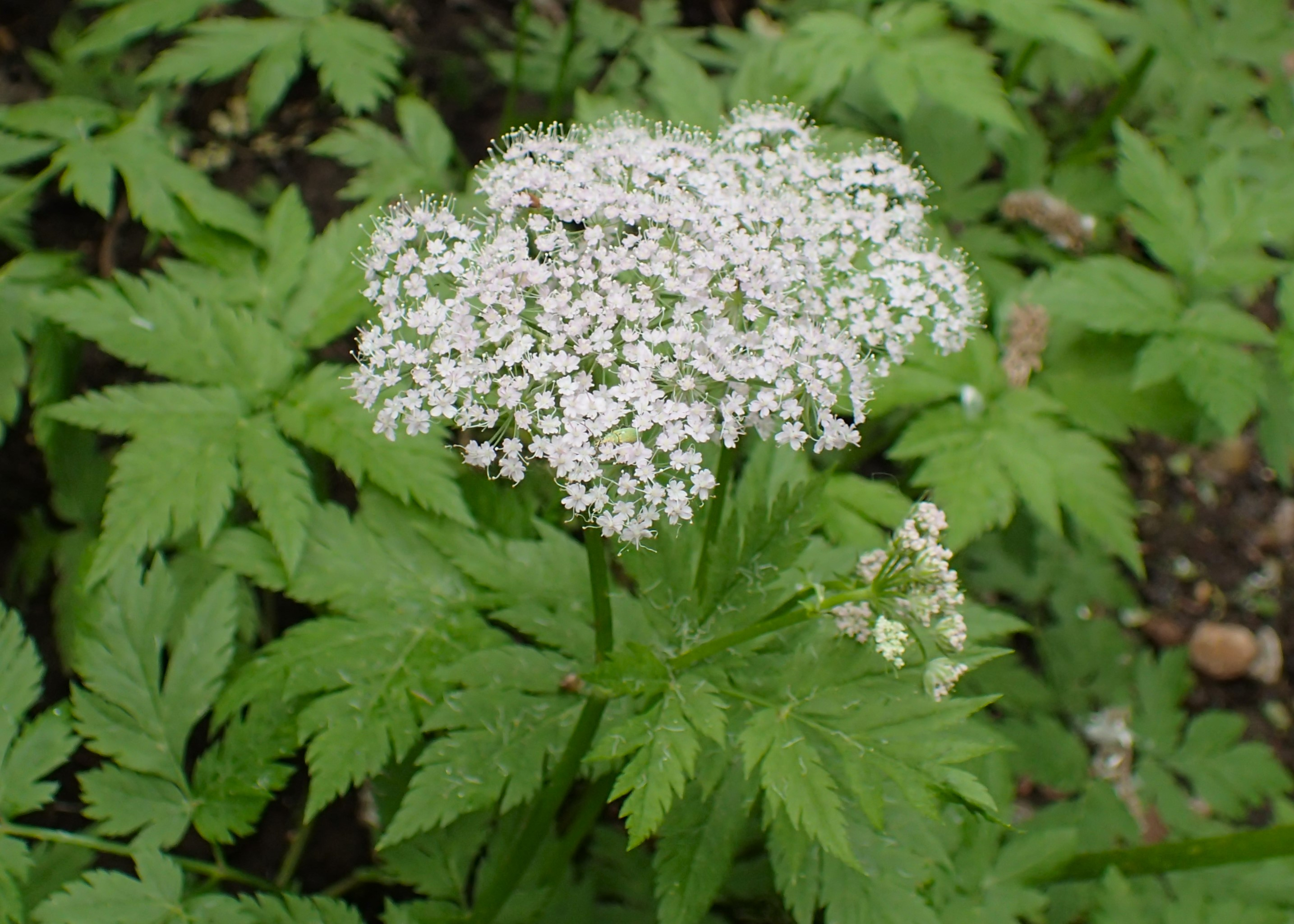
Kwiatostan

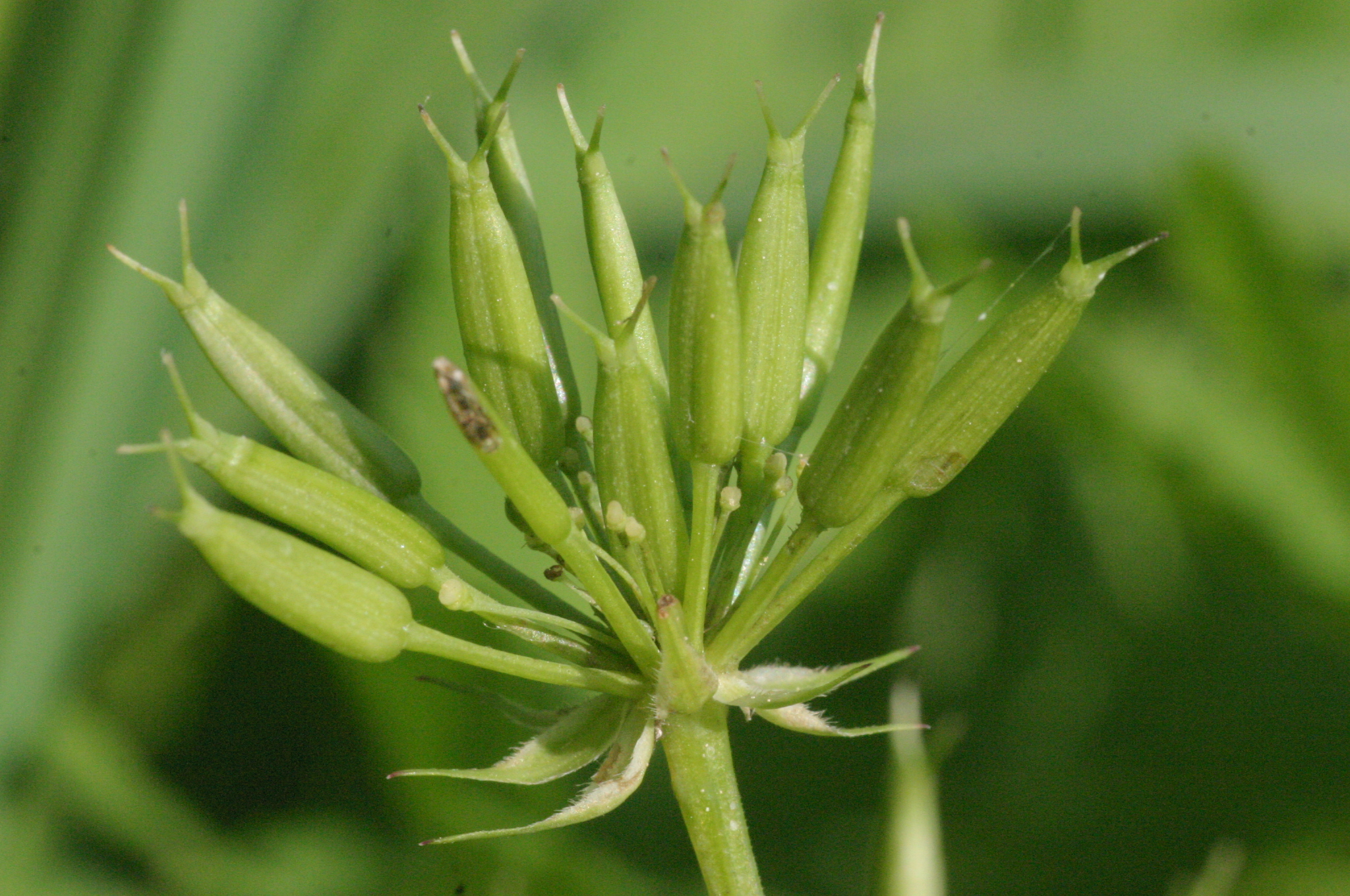
Owoce

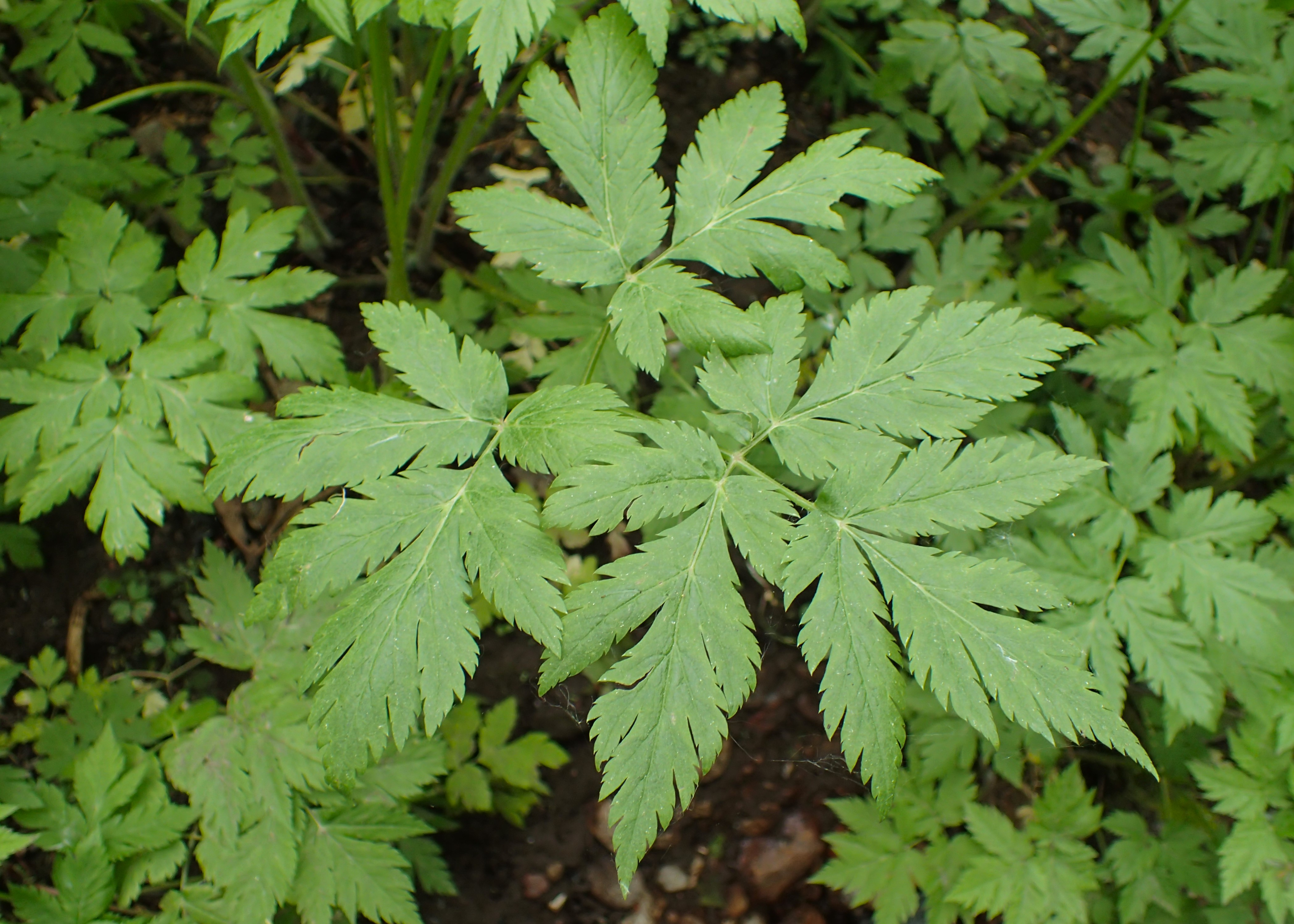
Liść

PokrójRoślina zielna z walcowatym, brunatnym, u starszych roślin rozgałęzionym kłączem. Wyrasta z niego wzniesiona lub podnosząca się łodyga osiągająca wysokość od 20 do 120 cm. Łodyga jest obła i bruzdowana, dęta, zwykle szorstko owłosiona (rzadziej występują rośliny nagie opisane jako var. glabrum), nie zgrubiała pod węzłami.
LiścieDolne liście długoogonkowe, górne siedzące i pochwiaste. Blaszki trójkątne lub pięciokątne w zarysie, 2–4 razy pierzasto złożone i trójdzielnie złożone. Listki lancetowate, pierzastowrębne i ząbkowane, ząbki z ostrzem na końcu. Blaszki są owłosione tylko od dołu, czasem tylko na nerwach.
KwiatyZebrane w baldaszki, a te skupione po 6–20 tworzą dość gęste i wypukłe baldachy złożone. Szypułki baldaszków są gładkie i nierównej długości. U nasady baldachu pokryw brak lub są nieliczne i szybko odpadające. Pokrywki u nasady baldaszków są liczne (5–10), lancetowate, obłonione i orzęsione na brzegu, na wierzchołku odwijają się. Płatki korony są białe lub zaróżowione, odwrotnie sercowate i na szczycie wycięte i tamże z łatką zagiętą do wnętrza kwiatu. Płatki są na brzegu orzęsione.
OwoceRozłupnie wydłużone, osiągające do 2 cm długości i 0,3 cm szerokości, wąskostożkowate lub walcowate, prążkowane podłużnie (z jaśniejszymi żebrami i ciemniejszymi bruzdami).
Gatunek podobnyŚwierząbek ten bywa mylony z trybulą leśną Anthriscus sylvestris, która ma jednak płatki kwiatów o nagim brzegu.

## Biologia i ekologia
Bylina, hemikryptofit. Kwitnie od maja do sierpnia.
Na obszarach górskich rośnie głównie w ziołoroślach, podczas gdy na niżu spotykana jest zwykle w lasach łęgowych. Poza tym rośnie na wilgotnych łąkach, w wilgotnych zaroślach i na brzegach wód. W klasyfikacji zbiorowisk roślinnych gatunek charakterystyczny dla Ass. Poa nemoralis-Arabidetum alpinae. 

## Zastosowanie
Odmiana uprawna 'Rosea' bywa sadzona w ogrodach naturalistycznych.

## Uprawa
Roślina łatwa w pielęgnacji, dobrze rośnie o ile tylko uprawiana jest w glebie żyznej i wilgotnej. By uchronić się przed nadmiernym rozsiewaniem się roślin należy obrywać kwiaty po przekwitnieniu.